# 高千穂通り (宮崎市)

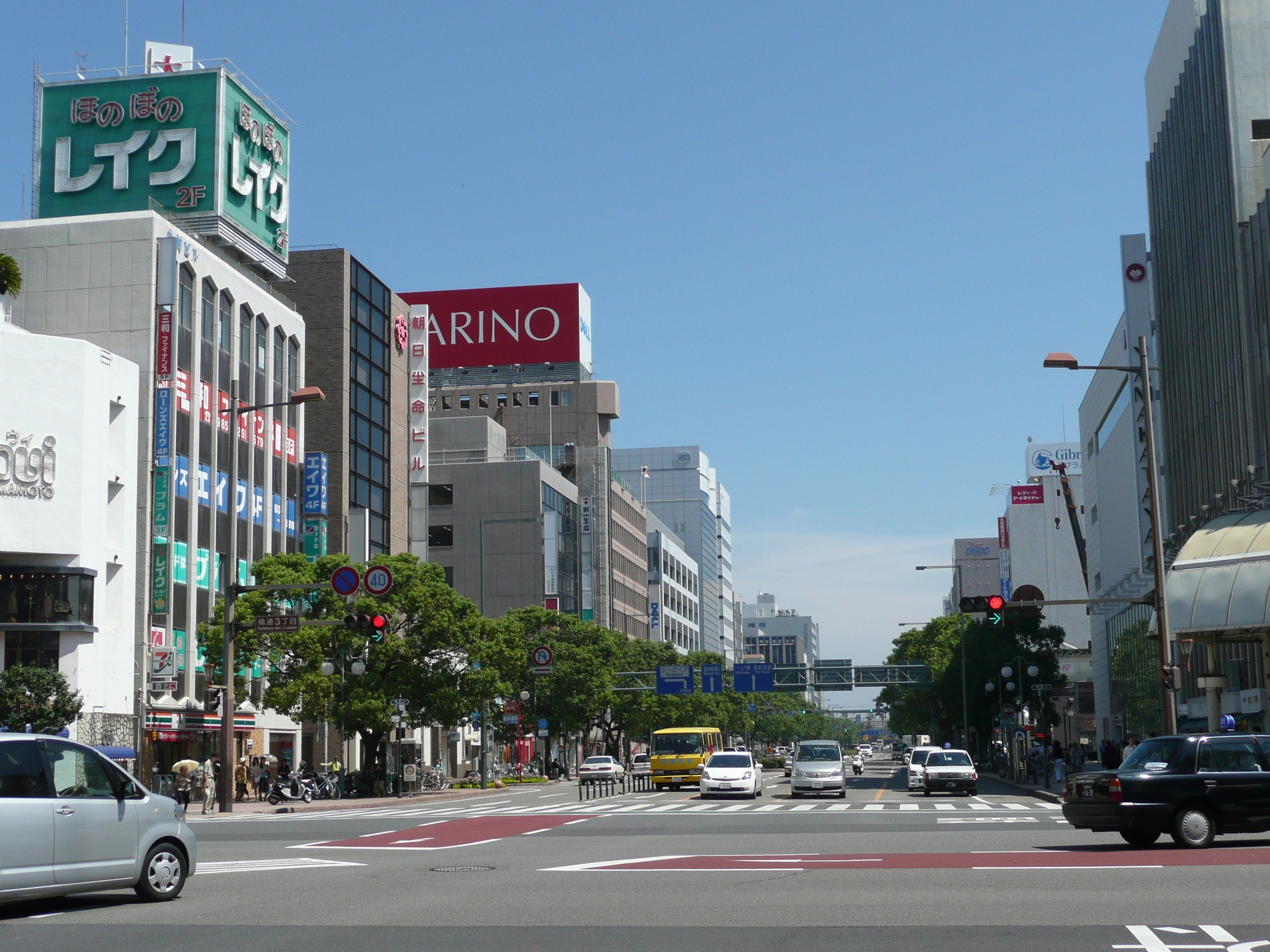
橘通三丁目交差点から宮崎駅方面

高千穂通り（たかちほどおり）は、宮崎県宮崎市の宮崎駅交差点より宮崎大橋東詰に至る区間の道路の通称。宮崎市の中心市街地の東西軸をなす。これに関連する都市計画道路高千穂通線、および町名の高千穂通も本項で扱う。

## 名称の由来
名称は、この通りの延長上に高千穂峰が見通せたことによる。結果的に、方向を示す目安となるよう山に向けて街路を配置した「山あて」と同様の効果を持っていたことがわかる。高千穂町や延岡市の高千穂通りとは無関係である。

## 概要

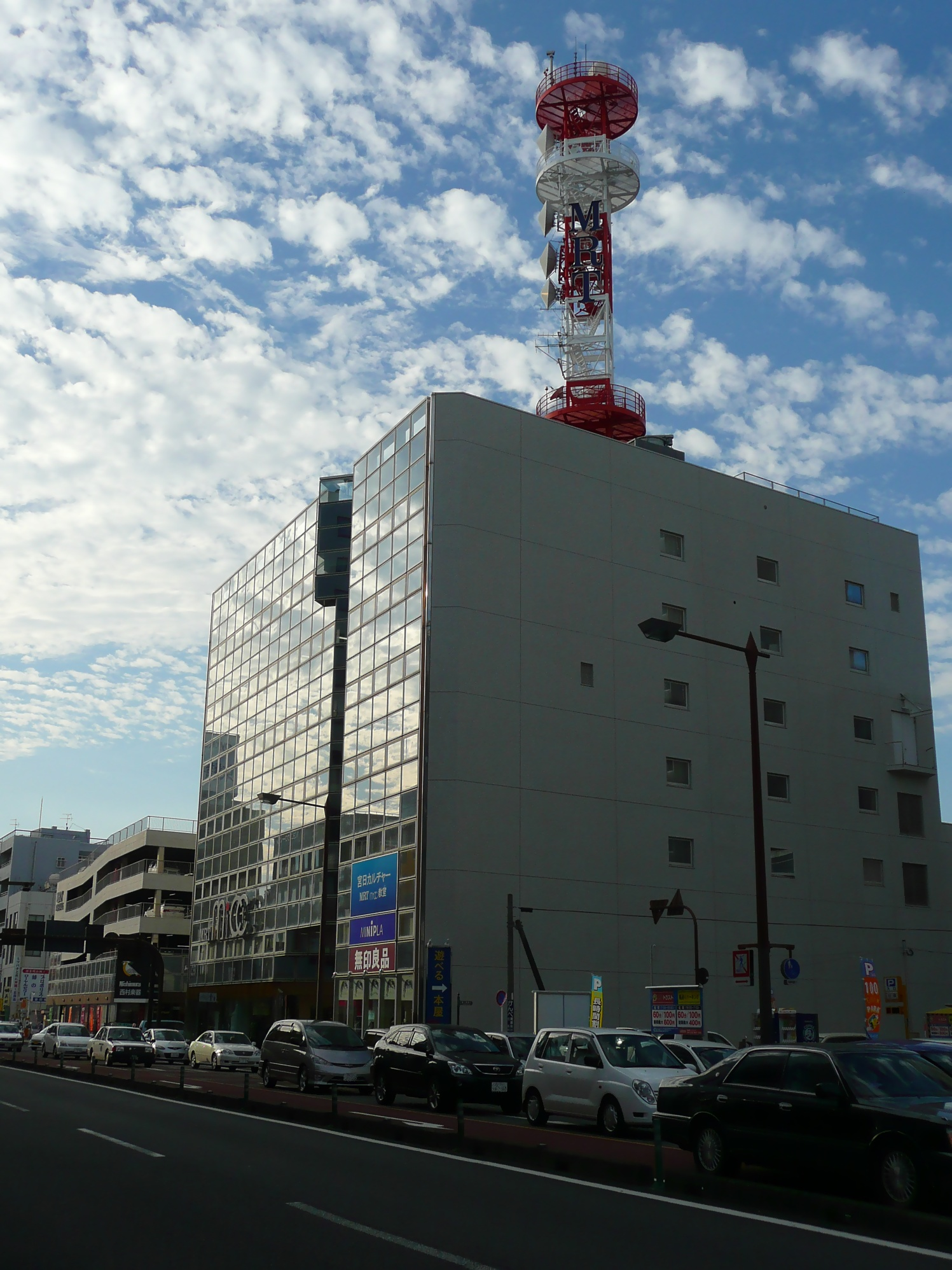
MRT宮崎放送（国道10号）

道路の構造や沿道の機能から、橘通りを境に宮崎県道25号の区間と国道10号の区間に大別できる。

### 宮崎県道25号の区間
宮崎県道25号の区間は、1913年宮崎県営鉄道（現・日豊本線）の開業と時期をほぼ同じくして開通した。宮崎駅と繁華街を結ぶ市の玄関口である。本線4車線と植栽を挟んで両サイドの緩速車線2車線の幅員構成であったが、1997年にはシンボルロード整備事業により幅員構成は大きく変化し非常に広幅な歩道が整備された。この区間は主にオフィス街である。

### 国道10号の区間
国道10号の区間は、戦後に整備された比較的新しい街路である。橘通り付近を除き、中小の商店やホテル・マンションが中心となる。1957年宮崎大橋の開通により、高松通り・高松橋に代わり市西部と市街地を結ぶメインルートになるとともに、国道10号は橘橋を南下して現在の宮崎県道17号南俣宮崎線に回るルートから、現行の高千穂通りを経て西の原交差点に至るルートとなった。

## 沿道の主な施設
- NTT西日本宮崎支店
- 宮崎日日新聞社
- 宮崎中央郵便局
- カリーノ宮崎
- 宮崎山形屋
- MRT micc
  - 宮崎放送
- 県立宮崎病院

## 高千穂通線（都市計画道路）
都市計画道路（宮崎広域都市計画道路3・3・4号高千穂通線）としては、通称の高千穂通りの区間に加え、宮崎西バイパスの起点から西の原交差点までの区間を含む。

### 交差する主な道路
- 宮崎駅交差点（宮崎県道341号宮崎港宮崎停車場線）
- 橘通三丁目（橘通四丁目）交差点（国道10号・国道220号）
- 県病院西交差点（国道269号）
- 大工町交差点（宮崎県道26号宮崎須木線）
- 原交差点（宮崎県道17号南俣宮崎線）
- 西の原交差点（宮崎県道17号南俣宮崎線）

## 高千穂通（町名）
町名として高千穂通が誕生したのは1927年である。1966年には住居表示の実施により現行の高千穂通一丁目・二丁目が設定され旧高千穂通一丁目・二丁目が消滅、その後も次々と住居表示が行われ、1974年に旧高千穂通はすべて消滅した。なお、旧高千穂通の各町域はいずれも住居表示実施後の同一町名に継承されていない。

### 住居表示実施前後の町名の変遷
| 住居表示実施前                                                                     | 実施時期 | 住居表示実施後                                                               |
| ---------------------------------------------------------------------------------- | -------- | ---------------------------------------------------------------------------- |
| 高千穂通二丁目                                                                     | 1966年   | 橘通西三丁目、橘通西四丁目、広島一丁目                                       |
| 高千穂通二丁目                                                                     | 1966年   | 高千穂通一丁目                                                               |
| 丸島町一丁目、丸島町二丁目、不老町一丁目、不老町二丁目、栗山町一丁目、栗山町二丁目 | 1966年   | 高千穂通一丁目                                                               |
| 寿町一丁目、寿町二丁目                                                             | 1966年   | 高千穂通一丁目                                                               |
| 寿町一丁目、寿町二丁目                                                             | 1966年   | 高千穂通二丁目                                                               |
| 曙町                                                                               | 1966年   | 高千穂通二丁目                                                               |
| 高千穂通一丁目                                                                     | 1966年   | 高千穂通二丁目                                                               |
| 高千穂通一丁目                                                                     | 1966年   | 錦町                                                                         |
| 高千穂通三丁目                                                                     | 1969年   | 橘通西三丁目、橘通西四丁目、中央通、千草町、北高松町、清水一丁目、清水二丁目 |
| 高千穂通三丁目                                                                     | 1973年   | 大橋一丁目                                                                   |
| 高千穂通三丁目                                                                     | 1974年   | 清水三丁目、大工一丁目                                                       |

### 現在の高千穂通一丁目・二丁目
中央東地域自治区に属する。

#### 世帯数と人口
2023年（令和5年）7月1日現在の世帯数と人口は以下の通りである。
| 町丁           | 世帯数  | 人口  |
| -------------- | ------- | ----- |
| 高千穂通一丁目 | 201世帯 | 345人 |
| 高千穂通二丁目 | 364世帯 | 664人 |

#### 小・中学校の学区
市立小・中学校に通う場合、学区は以下の通りとなる。
| 町名     | 小学校             | 中学校               |
| -------- | ------------------ | -------------------- |
| 高千穂通 | 宮崎市立江平小学校 | 宮崎市立宮崎東中学校 |